# Andrzej Koszewski
Andrzej Koszewski (ur. 26 lipca 1922 w Poznaniu, zm. 17 lutego 2015 tamże) – polski kompozytor, teoretyk muzyki, muzykolog, profesor Akademii Muzycznej w Poznaniu.

## Życiorys
W latach 1935–1939 był członkiem Poznańskiego Chóru Katedralnego pod dyrekcją Wacława Gieburowskiego.
W latach 1946–1953 studiował w Państwowej Wyższej Szkole Muzycznej w Poznaniu w klasie Stefana Bolesława Poradowskiego (1948 dyplom w zakresie teorii, 1953 kompozycji). W 1950 ukończył studia muzykologiczne pod kier. Adolfa Chybińskiego na uniwersytecie w Poznaniu. W latach 1953–1958 odbył aspiranturę u Tadeusza Szeligowskiego w Państwowej Wyższej Szkole Muzycznej w Warszawie.
Od 1948 działał jako pedagog w szkolnictwie muzycznym. Początkowo uczył w Państwowej Średniej Szkole Muzycznej (1948–1961) oraz w Liceum Muzycznym w Poznaniu (1950–1963). Od 1957 wykładał w Państwowej Wyższej Szkole Muzycznej (obecnie Akademia Muzyczna) w Poznaniu. Prowadził klasę kompozycji od 1967. W latach 1984–1987 kierownik katedry kompozycji i teorii, od 1965 docent, od 1978 profesor nadzwyczajny, od 1985 profesor zwyczajny.
Główne zainteresowania naukowe to twórczość Fryderyka Chopina, kompozytorów polskich XIX wieku, muzyka współczesna oraz improwizacja fortepianowa. Był autorem podręcznika Materiały do nauki improwizacji fortepianowej (1968).
Był znany również jako twórca wielu znanych utworów z literatury chóralnej, wykonywanych przez zespoły chóralne w kraju i za granicą.
Został pochowany na Cmentarzu Junikowo w Poznaniu.

## Nagrody i odznaczenia
- Krzyż Kawalerski Orderu Odrodzenia Polski (1977)[3]
- Nagroda Ministra Kultury i Sztuki II stopnia (1967, 1973 i 1977)
- Nagroda Ministra Kultury i Sztuki I stopnia (1978, 1982 i 1988)
- Nagroda Prezesa Rady Ministrów za twórczość dla dzieci i młodzieży (1982)
- Nagroda Związku Kompozytorów Polskich (1986)
- Nagroda im. Jerzego Kurczewskiego (2003)
- Srebrny Medal „Zasłużony Kulturze Gloria Artis” (2007)
- Złoty Medal „Zasłużony Kulturze Gloria Artis” (2013)

## Twórczość
W twórczości Andrzeja Koszewskiego można wyróżnić trzy okresy:
- lata 50.: powstają utwory na różne obsady nawiązujące do tradycji;
- lata 60. i początek lat 70.: powstaje przede wszystkim nowatorska muzyka chóralna;
- lata 80.: ponownie, acz w inny sposób, powstają utwory nawiązujące do tradycji.

Kompozytor pisał wprawdzie na różne obsady wykonawcze, lecz najważniejszy jest jego dorobek chóralny – oryginalny, a równocześnie efektowny, wykonywany przez ponad setkę chórów w całej Europie, w obu Amerykach, w Azji i Australii.

### Wczesne utwory instrumentalne
W latach 1947–1956 powstawały większe formy instrumentalne: Allegro symfoniczne i Sinfonietta na orkiestrę, Concerto grosso na orkiestrę smyczkową, Trio na skrzypce, wiolonczelę i fortepian i utwory fortepianowe, w znacznym stopniu nawiązujące do muzyki Chopina. Muzyka Chopina szczególnie interesowała kompozytora, na jej temat pisał również prace muzykologiczne.

### Utwory inspirowane folklorem wielkopolskim
Od końca lat 40. komponował utwory chóralne, na ogół inspirowane folklorem. W tych latach poznańska muzykologia była ważnym ośrodkiem badań etnograficznych, prowadzonych przez Mariana i Jadwigę Sobieskich. Studenci uczestniczyli w ogólnopolskiej akcji zbierania folkloru, mając dzięki temu okazję poznać muzykę ludową bezpośrednio, a nie jedynie za pośrednictwem literatury i nagrań. O ile nawiązywanie do folkloru nie było w tych latach niczym niezwykłym, to nietypowe było zainteresowanie Koszewskiego muzyką regionu wielkopolskiego, który rzadko interesował polskich kompozytorów, zdecydowanie chętniej ulegających inspiracji muzyków Kurpiów i zwłaszcza górali podhalańskich. Tymczasem w jego dorobku spotykamy:
- Szocz wielkopolski na orkiestrę (1951)
- Tryptyk wielkopolski na chór mieszany (1963)
- Mała suita nadwarciańska na chór mieszany (1969)
- Suita lubuska na chór żeński (1984)
- Wczoraj było niedziołeczka na chór żeński lub chłopięcy (1969)
- Przystroję (1970) – opracowanie na fortepian siedmiu wielkopolskich śpiewek i tańców ludowych.

### Sonorystyczneutwory chóralne
W 1960 roku powstała serialna Muzyka fa-re-mi-do-si na chór. Sylaby „fa-re-mi-do-si” były solmizacyjnymi nazwami dźwięków. Nawiązywały do liter w imieniu i nazwisku Chopina, którego 150. rocznicę urodzin obchodzono w 1960 roku. Utwór ten przyniósł przełom w jego stylu i zapoczątkował indywidualny wkład Koszewskiego do polskiej szkoły kompozytorskiej. Było to zjawisko nietypowe na tle twórczości innych kompozytorów polskich – w muzyce chóralnej.
Charakterystyczną cechą muzyki Koszewskiego stały się niekonwencjonalne sposoby śpiewu, takie jak glissanda, recytacja, szept, krzyk oraz gwizd. Tekst stanowiły często sylaby lub pojedyncze głoski. Pozwalało to na liczne efekty onomatopeiczne – często dowcipne, jak w popularnym cyklu Gry.
- La Espero (1963) na dwa chóry mieszane
- Gry (1968) na różne układy chóralne
- BA-NO-SCHE-RO (1971) na chór mieszany
- Da fischiare (1973) na zespół gwiżdżący

### Utwory religijne
Utwory pisane od końca dekady lat 80. zdominowała tematyka religijna. Przykłady takich utworów chóralnych:
- Angelus Domini
- Zdrowaś Królewno Wyborna (1963)
- Trittico di messa